# Nepeta rtanjensis
Nepeta rtanjensis là một loài thực vật có hoa trong họ Hoa môi. Loài này được Diklic & Milojevic mô tả khoa học đầu tiên năm 1976.